# Villers-le-Bouillet
Pour les articles homonymes, voir Villers.
Villers-le-Bouillet (prononcé [vilɛʁs lə bujɛ] ; en wallon Viyé-l'-Boulet) est une commune francophone de Belgique située en Région wallonne dans la province de Liège (arrondissement de Huy), ainsi qu'une localité où siège son administration.

## Géographie

### Sections de commune
| # | Nom                 | Superf. (km²) | Habitants (2020) | Habitants par km² | Code INS |
| - | ------------------- | ------------- | ---------------- | ----------------- | -------- |
| 1 | Villers-le-Bouillet | 8,87          | 3.538            | 399               | 61068A   |
| 2 | Warnant-Dreye       | 9,92          | 923              | 93                | 61068B   |
| 3 | Vieux-Waleffe       | 3,18          | 275              | 87                | 61068C   |
| 4 | Vaux-et-Borset      | 6,47          | 1.036            | 160               | 61068D   |
| 5 | Fize-Fontaine       | 4,43          | 821              | 185               | 61068E   |

### Communes limitrophes
|         | Faimes              |          |
| Braives | Villers-le-Bouillet | Verlaine |
|         | Wanze               | Amay     |

## Démographie

### Démographie: Avant la fusion des communes
- Source: DGS recensements population

### Démographie: Commune fusionée
En tenant compte des anciennes communes entraînées dans la fusion de communes de 1977, on peut dresser l'évolution suivante :
Les chiffres des années 1831 à 1970 tiennent compte des chiffres des anciennes communes fusionnées.
- Source: DGS , de 1831 à 1981=recensements population; à partir de 1990 = nombre d'habitants chaque 1 janvier[1]

## Histoire
Plusieurs objets du néolithique ont été retrouvés sur le territoire de Villers-le-Bouillet. Une villa romaine a été fouillée dans la campagne à la limite de Warnant et de Fize.
Le nom de Villers remonte au Moyen Âge (Ve siècle) et provient de villa, vaste domaine foncier.
Bouillet n'apparaît qu'au XVIe siècle et voulait dire « endroit rempli d'eau ». Cela correspondait assez bien au site du village qui comprenait, en plus de terrains très humides, de nombreuses mares et flôts. Le principal ruisseau est celui de la Froidepierre dont une des sources se trouve au Vieux Clocher et qui descend se jeter dans le ruisseau Tchalet, avant que celui-ci ne rejoigne le ruisseau de Bende à la Paix-Dieu.
La paroisse d'origine carolingienne était dédiée à saint Martin. La seigneurie appartenait au chapitre de la collégiale Saint Barthélemy. Celui-ci détenait aussi des terres et deux fermes : celle du Chapitre et celle de la Dîme. D'autres propriétaires ecclésiastiques s'implantèrent dans le village comme les moines cisterciens d'Aulne, les chanoines du Neufmoustier de Huy ou les moniales de la Paix-Dieu. Les avoués d'Amay et d'autres familles de nobles et de paysans-propriétaires se partageaient le reste des terres. La plupart des villageois ne cultivaient qu'un lopin de terre et étaient obligés de compléter leurs revenus en travaillant aux grosses fermes du village. Villers-le-Bouillet fut plusieurs fois ravagé par les Liégeois, révoltés en 1328 et en 1465. Il eut à subir des occupations et des exactions militaires notamment en 1693 lorsque les Français y établirent un camp.
Les autres activités économiques étaient des industries extractives : pierre, alun mais surtout houille. Les premières fosses à charbon sont signalées vers 1606. Au début du Régime français, il y a à peu près 70 fosses et en l'an IX (1800-1801), cinq houillères occupent 103 ouvriers. En 1819, il y a à peu près 166 ouvriers. Cette exploitation dura jusqu'après la Seconde Guerre mondiale et fut reprise par les charbonnages de la Meuse. La population ouvrière, très nombreuse, fut un terrain favorable pour la lutte sociale. C'est en 1880 que la première coopérative de Hesbaye vit le jour. Dans les années 1970, un parc industriel fut ouvert et s'est fortement développé ces dernières années. Aujourd'hui, Villers-le-Bouillet accueille principalement une population de résidents qui travaille à l'extérieur du village.

## Héraldique
|  | La commune possède des armoiries qui lui ont été octroyées le 6 octobre 1994. Les cinq épis de blé se réfèrent aux cinq anciennes communes qui ont été fusionnées pour former l'actuelle commune de Villers-le-Bouillet. Ils symbolisent aussi le caractère agricole de la commune. Les outils dans le dessus rappellent l'importance de l'ancienne exploitation minière dans la région. Blasonnement : De gueules à 5 épis d'or liés en gerbe, au chef du même chargé de 2 haveresses du premier passées en sautoir. Source du blasonnement : Heraldy of the World. |

## Politique et administration

### Conseil et collège communal 2024-2030
| Collège communal  |                         |                |
| ----------------- | ----------------------- | -------------- |
| Bourgmestre       | François Wautelet       | MR - VIDEM     |
| 1er Échevine      | Hélène Fastré           | VIDEM          |
| 2e Échevine       | Christine Collignon     | PS - Vivre4530 |
| 3e Échevin        | Loris Jacob-Schoumacker | MR - VIDEM     |
| 4e Échevine       | Séverine Bouchat        | Vivre4530      |
| Président du CPAS | Philippe Ancion         | PS - Vivre4530 |

### Bourgmestres
De 1925 à 2000, la commune a été gérée par des majorités socialistes, dont les derniers bourgmestres furent Joseph Delmal, Henri Putzeys et Marc Melin.
Aux élections communales de 2000, la liste PS (6 élus) devenue minoritaire doit laisser la place à une coalition ENSEMBLE (8 élus) - ECOLO (3 élus). En janvier 2001, Charles Wéry devient bourgmestre, laissant à mi-législature sa place à Brigitte Simal (première bourgmestre féminine ECOLO de Wallonie).
Aux élections communales de 2006, la liste PS (6 élus) convainc ECOLO (3 élus) de changer de partenaire pour former une coalition, renvoyant ENSEMBLE (8 élus) dans l'opposition. Christine Collignon devient bourgmestre.
Aux élections communales de 2012, ENSEMBLE revient au pouvoir avec une nette majorité absolue (10 élus), tandis que PS (5 élus) et ECOLO (2 élus) retournent dans l'opposition. Charles Wéry redevient bourgmestre. À mi-législature, il cède son mayorat à sa colistière Aline Devillers.
Aux élections communales de 2018, emmenée par l'ex-échevin dissident de la majorité sortante François Wautelet, la liste citoyenne VIDEM (4 élus) trouve un accord en tripartite avec la liste socialiste d'ouverture GénérationS4530 (3 élus) et ECOLO (2 élus). ENSEMBLE (8 élus) est par conséquent renvoyée dans l’opposition. La tête de liste VIDEM devient le nouveau bourgmestre.
Aux élections communales de 2024, les listes Videm (6 élus) et Vivre 4530 (4 élus) signent un accord de majorité.  François Wautelet ((MR) réendosse donc l'écharpe mayorale.

## Patrimoine et culture

### Patrimoine architectural
Deux tumuli sont classés sur la liste du patrimoine :
- le tumulus de Vaux ;
- le tumulus d'Oultremont.

Autre patrimoine monumental :
- Ferme des Voués d'Amay ou Ferme des Avoués ;
- Ferme de la Croix ;
- Ferme du Chapitre ;
- Ferme de la Dîme ;
- Ancienne ferme de la Kiviètrie.

Voir aussi la liste du patrimoine immobilier classé de Villers-le-Bouillet.